# Enkelschüler
Als Enkelschüler (engl. granddisciple) bezeichnet man im Allgemeinen einen Schüler der (klassischen) Musik oder anderer Disziplinen wie der Architektur, Philosophie, Religion oder dem Sport, der von einem Lehrer ausgebildet wird, der sein Handwerk und Können direkt bei einem berühmten Mitglied der jeweiligen Disziplin erlernt hat.
Beispielsweise wird Johann Sebastian Bach während seines Aufenthalts in Lüneburg als Enkelschüler von Heinrich Schütz und Lully bezeichnet.
Der Begriff Enkelschüler impliziert, dass der Schüler der bekannten Persönlichkeit – der nun Lehrer des Enkelschülers ist – dem Enkelschüler einen Teil der Kenntnisse, Techniken und Fertigkeiten der bekannten Persönlichkeit vermittelt und weitergegeben hat.